# Aloger
Alogerna (grekiska ἄλογοι, alogi), också kallade alogianer, av grekiska nekande a och logos, "ordet" (Joh. 1:1), kallades av kyrkofadern Epiphanius en sannolikt efter mitten av andra århundradet i Mindre Asien uppkommen sekt, som förkastade såväl Johannes uppenbarelse som Johannes evangelium, då sekten ansåg att dessa ej var skrivna av Johannes, utan av kättaren Cerinthus, och således ej värda att finnas inom kyrkan.